# Nomophylax
Nomophylax (mittelgriechisch νομοφύλαξ ‚Gesetzeswächter‘) war ein Titel im Byzantinischen Reich. Seine genaue Bedeutung ist unklar.

## Geschichte
Nomophylakes sind bereits für Athen in klassischer Zeit nachzuweisen und begegnen in hellenistischer Zeit als untergeordnete Verwaltungsbeamte in Alexandria und anderen Städten Ägyptens.
Im Byzantinischen Reich wurde der Titel erstmals nach 1045 genannt und bezeichnete zuerst den Vorsteher der Rechtsabteilung im neu gegründeten Kloster St. Georg im kaiserlichen Mangana-Palast. Erster Nomophylax war der spätere Patriarch von Konstantinopel Johannes VIII. Xiphilinos.
Michael Psellos verwendete den Titel auch für einen Präsidenten des Gerichts und für Rechtsgelehrte. Seit dem 12. Jahrhundert erschien der Titel wiederholt für Kleriker im Patriarchat von Konstantinopel. Im 14. Jahrhundert scheint er gleichrangig zum Dikaiophylax zu sein.

## Träger des Titels
- Johannes VIII. Xiphilinos, nach 1045
- Michael Choumnos, 1121
- Alexios Aristenos
- Nilos Doxopatros
- Theodoros Balsamon, um 1170
- Konstantin Armenopoulos, 1349
- Johannes Eugenikos, um 1430